# Rafael Urdaneta
Rafael José Urdaneta Farías (Maracaibo, 24 ottobre 1788 – Parigi, 23 agosto 1845) è stato un militare e politico venezuelano.
È stato presidente della Grande Colombia dal 1830 al 1831.